# 1. Fußball-Club Köln 01/07 1985-1986
Questa voce raccoglie le informazioni riguardanti il 1. Fußball-Club Köln 01/07 nelle competizioni ufficiali della stagione 1985-1986.

## Stagione
Nella stagione 1985-1986 il Colonia, allenato da Hannes Löhr e Georg Keßler, concluse il campionato di Bundesliga al 13º posto. In Coppa di Germania il Colonia fu eliminato al secondo turno dal Kaiserslautern. In Coppa UEFA il Colonia perse la finale con dal Real Madrid.

## Rosa
| N. |                        | Ruolo | Calciatore           |
| -- | ---------------------- | ----- | -------------------- |
| 6  | Germania (bandiera)    | C     | Olaf Janßen          |
|    | Germania (bandiera)    | P     | Uwe Brunn            |
|    | Germania (bandiera)    | P     | Bodo Illgner         |
|    | Germania (bandiera)    | P     | Michael Nißl         |
|    | Germania (bandiera)    | P     | Toni Schumacher      |
|    | Germania (bandiera)    | D     | Karlheinz Geils      |
|    | Germania (bandiera)    | D     | Armin Görgens        |
|    | Germania (bandiera)    | D     | Matthias Hönerbach   |
|    | Israele (bandiera)     | D     | David Pizanti        |
|    | Germania (bandiera)    | D     | Dieter Prestin       |
|    | Germania (bandiera)    | D     | Paul Steiner         |
|    | Paesi Bassi (bandiera) | D     | Michel van de Korput |

| N. |                     | Ruolo | Calciatore          |
| -- | ------------------- | ----- | ------------------- |
|    | Germania (bandiera) | C     | Uwe Bein            |
|    | Germania (bandiera) | C     | Stefan Engels       |
|    | Germania (bandiera) | C     | Ralf Geilenkirchen  |
|    | Germania (bandiera) | C     | Andreas Gielchen    |
|    | Germania (bandiera) | C     | Thomas Häßler       |
|    | Germania (bandiera) | C     | Hans-Peter Lehnhoff |
|    | Germania (bandiera) | C     | Pierre Littbarski   |
|    | Germania (bandiera) | A     | Klaus Allofs        |
|    | Germania (bandiera) | A     | Norbert Dickel      |
|    | Scozia (bandiera)   | A     | Vincent Mennie      |
|    | Germania (bandiera) | A     | Heinz Rother        |
|    | Germania (bandiera) | A     | Robert Schmitz      |

## Organigramma societario
Area tecnica
- Allenatore: Georg Keßler
- Allenatore in seconda: Christoph Daum
- Preparatore dei portieri: Rolf Herings
- Preparatori atletici:

## Calciomercato

### Sessione estiva
| Acquisti | Acquisti             | Acquisti                | Acquisti |
| R.       | Nome                 | da                      | Modalità |
| -------- | -------------------- | ----------------------- | -------- |
| C        | Olaf Janßen          | Uerdingen 05 (juniores) |          |
| D        | David Pizanti        | Maccabi Netanya         |          |
| A        | Heinz Rother         | SC Brück                |          |
| D        | Michel van de Korput | Feyenoord               |          |

| Cessioni | Cessioni         | Cessioni          | Cessioni |
| R.       | Nome             | a                 | Modalità |
| -------- | ---------------- | ----------------- | -------- |
| C        | Anthony Baffoe   | RW Oberhausen     |          |
| C        | Uwe Haas         | Arminia Bielefeld |          |
| C        | Manfred Lefkes   | Union Solingen    |          |
| C        | Hans-Werner Reif | Union Solingen    |          |
| D        | Gerd Strack      | Basilea           |          |

### Sessione invernale
| Acquisti | Acquisti | Acquisti | Acquisti |
| R.       | Nome     | da       | Modalità |
| -------- | -------- | -------- | -------- |

| Cessioni | Cessioni      | Cessioni   | Cessioni |
| R.       | Nome          | a          | Modalità |
| -------- | ------------- | ---------- | -------- |
| C        | Jimmy Hartwig | Salisburgo |          |

## Risultati

### Bundesliga

#### Girone di andata
| Arbitro: | Matheis |

|                   |           |                   |
| Allofs 64’ (rig.) | Marcatori | 72’ (rig.) Theiss |

| Arbitro: | Umbach |

|            |           |  |
| Brehme 73’ | Marcatori |  |

| Arbitro: | Brehm |

|                                  |           |  |
| Hrubesch 10’ (aut.) Lehnhoff 27’ | Marcatori |  |

| Arbitro: | Theobald |

|          |           |              |
| Götz 38’ | Marcatori | 83’ Lehnhoff |

| Arbitro: | Dellwing |

|                                |           |                            |
| Dickel 1’ Steiner 3’ Geils 47’ | Marcatori | 13’, 54’ Völler 53’ Pezzey |

| Arbitro: | Gabor |

|                 |           |            |
| Rahn 67’ (rig.) | Marcatori | 62’ Dickel |

| Arbitro: | Barnick |

|            |           |                |
| Dickel 76’ | Marcatori | 2’ Augenthaler |

| Arbitro: | Föckler |

|                                                      |           |  |
| Sigurvinsson 3’ Klinsmann 30’, 61’, 79’ Allgöwer 86’ | Marcatori |  |

| Arbitro: | Tritschler |

|                                                        |           |                       |
| Engels 31’ Dickel 38’ Littbarski 51’ Geilenkirchen 72’ | Marcatori | 33’ Thon 47’ Hartmann |

| Arbitro: | Ermer |

|                                |           |            |
| Hellberg 9’ Gue 23’ Thomas 37’ | Marcatori | 30’ Engels |

| Arbitro: | Correll |

|                                                   |           |          |
| Littbarski 8’ (rig.) Geilenkirchen 28’ Allofs 75’ | Marcatori | 74’ Foda |

| Amburgo 26 ottobre 1985, ore 15:30 CET 12ª giornata | Amburgo | 0 – 0 referto | Colonia | Volksparkstadion (23 000 spett.)\| Arbitro: \| Brehm \| |
| Arbitro:                                            | Brehm   |               |         |                                                         |

| Arbitro: | Roth |

|                                      |           |                                  |
| Loontiens 8’, 85’ Schäfer 57’ (rig.) | Marcatori | 14’ Littbarski 34’ Geilenkirchen |

| Arbitro: | Horeis |

|                                       |           |             |
| Littbarski 21’ (rig.), 60’ Dickel 63’ | Marcatori | 4’ Eckstein |

| Arbitro: | Jupe |

|               |           |                                             |
| Holmqvist 80’ | Marcatori | 12’ Engels 26’ Geilenkirchen 89’ Littbarski |

| Arbitro: | Heitmann |

|  |           |            |
|  | Marcatori | 31’ Walter |

| Arbitro: | Pauly |

|                              |           |  |
| Wegmann 74’ Kuntz 77’ (rig.) | Marcatori |  |

#### Girone di ritorno
| Arbitro: | Zimmermann |

|                      |           |                            |
| Friz 4’ Kitzmann 17’ | Marcatori | 52’ Allofs 81’ (rig.) Bein |

| Arbitro: | Schmidhuber |

|             |           |           |
| Gielchen 1’ | Marcatori | 8’ Wuttke |

| Arbitro: | Tritschler |

|                                              |           |              |
| Wegmann 2’, 8’, 78’ Loose 52’ Pagelsdorf 66’ | Marcatori | 67’ Gielchen |

| Arbitro: | Wiesel |

|               |           |                             |
| Allofs 6’, 9’ | Marcatori | 52’ Zechel 72’ Cha 78’ Waas |

| Arbitro: | Hontheim |

|                         |           |  |
| Neubarth 21’ Schaaf 72’ | Marcatori |  |

| Arbitro: | Roth |

|  |           |                 |
|  | Marcatori | 26’, 85’ Criens |

| Arbitro: | Föckler |

|                                              |           |              |
| Matthäus 5’ (rig.), 77’ (rig.) Wohlfarth 25’ | Marcatori | 64’ Lehnhoff |

| Arbitro: | Horeis |

|                        |           |                  |
| Geilenkirchen 21’, 39’ | Marcatori | 82’ Sigurvinsson |

| Arbitro: | Heitmann |

|                                     |           |  |
| Täuber 24’ (rig.), 69’ Hartmann 33’ | Marcatori |  |

| Arbitro: | Wittke |

|                                          |           |  |
| Geszlecht 44’ (aut.) Bein 82’ Allofs 84’ | Marcatori |  |

| Arbitro: | Neuner |

|            |           |                       |
| Jusufi 76’ | Marcatori | 56’ Bein 77’ Lehnhoff |

| Arbitro: | Theobald |

|            |           |                |
| Allofs 49’ | Marcatori | 67’ von Heesen |

| Arbitro: | Jupe |

|         |           |           |
| Bein 7’ | Marcatori | 6’ Funkel |

| Arbitro: | Wiesel |

|                                    |           |  |
| Giske 37’ Nitsche 48’ Andersen 73’ | Marcatori |  |

| Arbitro: | Tritschler |

|               |           |                              |
| Hönerbach 66’ | Marcatori | 20’ Thiele 51’ Fach 58’ Keim |

| Arbitro: | Barnick |

|                   |           |               |
| Sebert 28’ (rig.) | Marcatori | 63’ Hönerbach |

| Arbitro: | Neuner |

|                              |           |  |
| Littbarski 34’, 81’ Bein 68’ | Marcatori |  |

### Coppa di Germania
| Arbitro: | Bauer |

|                            |           |                                  |
| Bruckhoff 67’ Horsmann 75’ | Marcatori | 23’, 42’, 85’ (rig.), 87’ Allofs |

| Arbitro: | Werner |

|                                          |           |                   |
| Allofs 4’ Wolf 96’ Roos 110’ Brehme 116’ | Marcatori | 27’ Geilenkirchen |

### Coppa UEFA
| Colonia 18 settembre 1985 Primo turno | Colonia | 0 – 0 referto | Sporting Gijón | Müngersdorfer Stadion (12 000 spett.)\| Arbitro: \| Németh \| |
| Arbitro:                              | Németh  |               |                |                                                               |

| Arbitro: | Wöhrer |

|         |           |                       |
| Mino 2’ | Marcatori | 46’ Engels 79’ Dickel |

| Arbitro: | Igna |

|                                             |           |  |
| Littbarski 11’, 83’ Geils 13’ de Korput 52’ | Marcatori |  |

| Arbitro: | Keizer |

|                         |           |                                          |
| Janečka 15’ Mičinec 89’ | Marcatori | 5’ Mennie 34’, 76’ Dickel 60’ Littbarski |

| Arbitro: | Bridges |

|                   |           |                   |
| Holmberg 70’, 88’ | Marcatori | 32’ Geilenkirchen |

| Arbitro: | Quiniou |

|                                           |           |                      |
| Littbarski 40’ (rig.) Allofs 66’ Bein 86’ | Marcatori | 37’ (rig.) Andersson |

| Arbitro: | Courtney |

|           |           |                   |
| Meade 55’ | Marcatori | 89’ (rig.) Allofs |

| Arbitro: | Casarin |

|                    |           |  |
| Allofs 8’ Bein 36’ | Marcatori |  |

| Arbitro: | Daina |

|                                                       |           |  |
| Lehnhoff 40’ Allofs 49’, 65’ (rig.) Geilenkirchen 79’ | Marcatori |  |

| Arbitro: | Brummeier |

|                            |           |                             |
| Mutombo 53’, 59’ Görtz 79’ | Marcatori | 26’, 35’, 68’ (rig.) Allofs |

| Arbitro: | Courtney |

|                                                          |           |            |
| Sánchez 38’ Gordillo 42’ Valdano 51’, 84’ Santillana 89’ | Marcatori | 29’ Allofs |

| Arbitro: | Valentine |

|                            |           |  |
| Bein 23’ Geilenkirchen 72’ | Marcatori |  |

## Statistiche

### Statistiche di squadra
| Competizione      | Punti | In casa | In casa | In casa | In casa | In casa | In casa | In trasferta | In trasferta | In trasferta | In trasferta | In trasferta | In trasferta | Totale | Totale | Totale | Totale | Totale | Totale | DR  |
| Competizione      | Punti | G       | V       | N       | P       | Gf      | Gs      | G            | V            | N            | P            | Gf           | Gs           | G      | V      | N      | P      | Gf     | Gs     | DR  |
| ----------------- | ----- | ------- | ------- | ------- | ------- | ------- | ------- | ------------ | ------------ | ------------ | ------------ | ------------ | ------------ | ------ | ------ | ------ | ------ | ------ | ------ | --- |
| Bundesliga        | 29    | 17      | 7       | 6       | 4       | 31      | 22      | 17           | 2            | 5            | 10           | 15           | 37           | 34     | 9      | 11     | 14     | 46     | 59     | -13 |
| Coppa di Germania | -     | 0       | 0       | 0       | 0       | 0       | 0       | 2            | 1            | 0            | 1            | 5            | 6            | 2      | 1      | 0      | 1      | 5      | 6      | -1  |
| Coppa UEFA        | -     | 6       | 5       | 1       | 0       | 15      | 1       | 6            | 2            | 2            | 2            | 12           | 14           | 12     | 7      | 3      | 2      | 27     | 15     | +12 |
| Totale            | 29    | 23      | 12      | 7       | 4       | 46      | 23      | 25           | 5            | 7            | 13           | 32           | 57           | 48     | 17     | 14     | 17     | 78     | 80     | -2  |

### Andamento in campionato
| Giornata  | 1 | 2  | 3  | 4 | 5  | 6  | 7  | 8  | 9  | 10 | 11 | 12 | 13 | 14 | 15 | 16 | 17 | 18 | 19 | 20 | 21 | 22 | 23 | 24 | 25 | 26 | 27 | 28 | 29 | 30 | 31 | 32 | 33 | 34 |
| --------- | - | -- | -- | - | -- | -- | -- | -- | -- | -- | -- | -- | -- | -- | -- | -- | -- | -- | -- | -- | -- | -- | -- | -- | -- | -- | -- | -- | -- | -- | -- | -- | -- | -- |
| Luogo     | C | T  | C  | T | C  | T  | C  | T  | C  | T  | C  | T  | T  | C  | T  | C  | T  | T  | C  | T  | C  | T  | C  | T  | C  | T  | C  | T  | C  | C  | T  | C  | T  | C  |
| Risultato | N | P  | V  | N | N  | N  | N  | P  | V  | P  | V  | N  | P  | V  | V  | P  | P  | N  | N  | P  | P  | P  | P  | P  | V  | P  | V  | V  | N  | N  | P  | P  | N  | V  |
| Posizione | 6 | 13 | 10 | 8 | 11 | 10 | 12 | 13 | 11 | 10 | 9  | 10 | 11 | 10 | 9  | 10 | 12 | 9  | 10 | 10 | 12 | 15 | 15 | 15 | 14 | 14 | 14 | 12 | 13 | 11 | 13 | 15 | 15 | 13 |

Legenda:

Luogo: C = Casa; T = Trasferta. Risultato: V = Vittoria; N = Pareggio; P = Sconfitta.

### Statistiche dei giocatori
| Giocatore        | Bundesliga | Bundesliga | Bundesliga  | Bundesliga | Coppa di Germania | Coppa di Germania | Coppa di Germania | Coppa di Germania | Coppa UEFA | Coppa UEFA | Coppa UEFA  | Coppa UEFA | Totale   | Totale | Totale      | Totale     |
| Giocatore        | Presenze   | Reti       | Ammonizioni | Espulsioni | Presenze          | Reti              | Ammonizioni       | Espulsioni        | Presenze   | Reti       | Ammonizioni | Espulsioni | Presenze | Reti   | Ammonizioni | Espulsioni |
| ---------------- | ---------- | ---------- | ----------- | ---------- | ----------------- | ----------------- | ----------------- | ----------------- | ---------- | ---------- | ----------- | ---------- | -------- | ------ | ----------- | ---------- |
| K. Allofs        | 24         | 7          | 2           | 0          | 2                 | 4                 | 1                 | 0                 | 9          | 9          | 0           | 0          | 35       | 20     | 3           | 0          |
| U. Bein          | 20         | 5          | 1           | 0          | 0                 | 0                 | 0                 | 0                 | 9          | 3          | 0           | 0          | 29       | 8      | 1           | 0          |
| U. Brunn         | 0          | 0          | 0           | 0          | 0                 | 0                 | 0                 | 0                 | 0          | 0          | 0           | 0          | 0        | 0      | 0           | 0          |
| N. Dickel        | 24         | 5          | 1           | 0          | 1                 | 0                 | 0                 | 0                 | 6          | 3          | 0           | 0          | 31       | 8      | 1           | 0          |
| S. Engels        | 17         | 3          | 2           | 0          | 2                 | 0                 | 1                 | 0                 | 6          | 1          | 0           | 0          | 25       | 4      | 3           | 0          |
| R. Geilenkirchen | 31         | 6          | 2           | 1          | 2                 | 1                 | 0                 | 0                 | 12         | 3          | 0           | 0          | 45       | 10     | 2           | 1          |
| K. Geils         | 30         | 1          | 9           | 0          | 2                 | 0                 | 1                 | 0                 | 12         | 1          | 1           | 0          | 44       | 2      | 11          | 0          |
| A. Gielchen      | 18         | 2          | 1           | 0          | 1                 | 0                 | 0                 | 0                 | 6          | 0          | 0           | 0          | 25       | 2      | 1           | 0          |
| A. Görgens       | 4          | 0          | 0           | 0          | 0                 | 0                 | 0                 | 0                 | 1          | 0          | 0           | 0          | 5        | 0      | 0           | 0          |
| J. Hartwig       | 4          | 0          | 0           | 0          | 1                 | 0                 | 0                 | 0                 | 1          | 0          | 0           | 0          | 6        | 0      | 0           | 0          |
| T. Häßler        | 21         | 0          | 0           | 0          | 0                 | 0                 | 0                 | 0                 | 7          | 0          | 0           | 0          | 28       | 0      | 0           | 0          |
| M. Hönerbach     | 25         | 2          | 2           | 0          | 0                 | 0                 | 0                 | 0                 | 9          | 0          | 1           | 0          | 34       | 2      | 3           | 0          |
| B. Illgner       | 2          | 0          | 0           | 0          | 0                 | 0                 | 0                 | 0                 | 0          | 0          | 0           | 0          | 2        | 0      | 0           | 0          |
| O. Janßen        | 18         | 0          | 1           | 0          | 0                 | 0                 | 0                 | 0                 | 9          | 0          | 0           | 0          | 27       | 0      | 1           | 0          |
| H. Lehnhoff      | 30         | 4          | 1           | 0          | 2                 | 0                 | 0                 | 0                 | 7          | 1          | 0           | 0          | 39       | 5      | 1           | 0          |
| P. Littbarski    | 24         | 8          | 6           | 0          | 2                 | 0                 | 0                 | 0                 | 9          | 4          | 0           | 0          | 35       | 12     | 6           | 0          |
| V. Mennie        | 5          | 0          | 2           | 0          | 1                 | 0                 | 1                 | 0                 | 3          | 1          | 0           | 0          | 9        | 1      | 3           | 0          |
| M. Nißl          | 0          | 0          | 0           | 0          | 0                 | 0                 | 0                 | 0                 | 0          | 0          | 0           | 0          | 0        | 0      | 0           | 0          |
| D. Pizanti       | 17         | 0          | 0           | 0          | 1                 | 0                 | 0                 | 0                 | 4          | 0          | 0           | 0          | 22       | 0      | 0           | 0          |
| D. Prestin       | 26         | 0          | 3           | 0          | 2                 | 0                 | 1                 | 0                 | 8          | 0          | 0           | 0          | 36       | 0      | 4           | 0          |
| H. Rother        | 1          | 0          | 0           | 0          | 0                 | 0                 | 0                 | 0                 | 0          | 0          | 0           | 0          | 1        | 0      | 0           | 0          |
| R. Schmitz       | 0          | 0          | 0           | 0          | 0                 | 0                 | 0                 | 0                 | 1          | 0          | 0           | 0          | 1        | 0      | 0           | 0          |
| T. Schumacher    | 33         | 0          | 1           | 1          | 2                 | 0                 | 0                 | 0                 | 12         | 0          | 0           | 0          | 47       | 0      | 1           | 1          |
| P. Steiner       | 31         | 1          | 5           | 0          | 2                 | 0                 | 0                 | 1                 | 12         | 0          | 1           | 0          | 45       | 1      | 6           | 1          |
| M. de Korput     | 27         | 0          | 7           | 0          | 2                 | 0                 | 0                 | 0                 | 10         | 1          | 0           | 0          | 39       | 1      | 7           | 0          |